# 沈昌健
沈昌健（1967年11月—），湖南临澧人，汉族。中华人民共和国农学家、第十三届全国人民代表大会湖南地区代表。

## 生平
沈昌健是湖南省常德市临澧县四新岗镇白云村农民、杂交油菜育种专家。早年他与父亲沈克泉坚持进行超级杂交油菜研发。2009年，沈克泉因病去世，临终前嘱咐他继续研发。2013年，其父子获得感动中国十大人物。2016年，他研发出的“16XM864”杂交油菜种子，搭乘神州十一号载人飞船进入太空，完成空间科学实验。
2018年，被选为全国人大代表。同年6月8日，沈昌健视察常德法院执行工作汇报会。2018年2月24日，当选为第十三届全国人大代表。